# Phare de Butt of Lewis
Le phare de Butt of Lewis (en gaélique écossais : Rubha Robhanais) est un phare qui se trouve à l'extrémité nord de Lewis et Harris une île de l'archipel des Hébrides extérieures à l'ouest des Highlands en Écosse.
Ce phare est géré par le Northern Lighthouse Board (NLB) à Édimbourg, l'organisation de l'aide maritime des côtes de l'Écosse.
Il est maintenant protégé en tant que monument classé du Royaume-Uni de catégorie A.

## Butt of Lewis
Le Butt of Lewis est le point le plus au nord de Lewis (Lewis et Harris). Ce cap, qui se trouve dans l'Atlantique nord, est souvent battu par de fortes houles et tempêtes. La zone peuplée la plus proche est le village d'Eoropie (en), à environ 1,6 km au sud du phare.

## Le phare
Le phare a été conçu par l'ingénieur civil écossais David Stevenson et érigé au nord de l'île en 1860 pour l'aide à la navigation dans l'entrée nord du bras de mer nommé The Minch. Inhabituel pour un phare écossais, il est construit de brique rouge et n'est pas peint. Il a été mis en service en 1862. Il a été électrifié en 1976.
La corne de brume a été désactivée le 31 mars 1995. La station a été automatisée le 30 mars 1998, l'un des derniers phares du NLB. Une station moderne DGPS a été installée sur une colline voisine qui fut aussi le site d'une station de signalisation de la Lloyd's of London dans les années 1890.
La route menant au phare passe une crique abritée appelée le Port Stoth (en) où des Lazy beds agricoles sont encore visibles le long de la côte. Le Butt of Lewis dispose de certaines des roches les plus vieilles d'Europe, datant de la période du précambrien. Au sud-ouest du phare, sur la côte, se trouve une arche naturelle appelée « Eye of the Butt » (en gaélique écossais : Sùil un Rubha) dans un paysage machair.

### Liens connexes
- Liste des phares en Écosse
- Lewis et Harris